# Castillo de Budatín
El castillo de Budatín (en eslovaco: Budatínsky zámok) es un castillo en el noroeste de Eslovaquia, cerca de la ciudad de Žilina, donde el río Kysuca desemboca en el río Váh. 

## Historia
Fue construido como castillo de vigilancia en la segunda mitad del siglo XIII cerca de la confluencia de los ríos Kysuca y Váh, donde se recaudaban los peajes. A principios del siglo XIV, la fortaleza originalmente real pasó a manos de Mateo III Csák fortificándose especialmente las torres, y construyéndose dentro de la fortaleza un nuevo palacio. 
A partir de 1487, el nuevo propietario del castillo fue Gašpar Suňog (en húngaro: Gáspár Szunyogh), cuya familia fue propietaria hasta finales del siglo XVIII. Hacia mediados del siglo XVI, el castillo fue reconstruido en estilo renacentista. La amenaza turca desde el sur y más levantamientos a principios del siglo XVII obligaron a los Suňogs a fortificar el castillo en estilo renacentista. En ese momento, el castillo gótico se transformó en un confortable palacio renacentista. Durante el período barroco en el siglo XVII, los esfuerzos se concentraron en construir una capilla y terminar varias dependencias del castillo y rodearlo por el parque. Después de la extinción de la familia Suňog, los nuevos propietarios fueron los Csákys, propietarios del castillo hasta 1945. Durante la Revolución de 1848 en los Estados de los Habsburgo, las tropas imperiales dañaron gravemente el castillo, que fue reparado en 1870, y que servía como cuartel. El tamaño del parque se redujo con la construcción del ferrocarril Košice-Bohumín en 1872. La última gran reconstrucción se realizó en 1922-1923, basada en los motivos históricos y románticos. Hoy en día, el castillo alberga tres exposiciones del museo Považie. 